# Ztracenci
Ztracenci je československé historické protiválečné filmové drama, natočené režisérem Milošem Makovcem v roce 1956 podle Brdečkovy adaptace stejnojmenné krátké povídky spisovatele Aloise Jiráska.

## Děj
Příběh se odehrává během jedné z válek mezi Pruskem a Rakouskem. Tři vojáci, kyrysník, husar a důstojník pěchoty opustí své jednotky poté, co bylo rakouské vojsko poraženo pruským. Společně naleznou úkryt na horské samotě u sedláka Jíry, který byl v mládí pěšákovým přítelem. Ačkoliv nesdílejí sedlákův pacifismus, každý ze tří vojáků má své důvody, proč se nechce vrátit do války. Samotu přepadne hlídka pruských granátníků. Vetřelci jsou sice pobiti, ale jeden z nich uprchl a je jasné, že přivede posily. Tři vojáci se rozhodnou znovu riskovat své životy a bojovat – ne již za císařovnu, ani slávu, nebo peníze, ale za záchranu prostých lidí, kteří jim poskytli útočiště.